# Наваренко Юрій Олександрович
Юрій Олександрович Наваренко (10 вересня 1979, м. Київ, СРСР) — український хокеїст, захисник.   
Виступав за: ШВСМ (Київ), «Беркут-ППО» (Київ), «Сокіл» (Київ), ХК «Хака», ХК «Вітебськ», «Металургс» (Лієпая), «Шахтар» (Солігорськ), «Гомель».
У складі національної збірної України провів 62 матчі (8 голів, 21 передача); учасник чемпіонатів світу 2006, 2007, 2008 (дивізіон I), 2009 (дивізіон I), 2010 (дивізіон I) і 2011 (дивізіон I), 2012 (дивізіон I), 201 (дивізіон I), 2015 (дивізіон I). У складі молодіжної збірної України учасник чемпіонату світу 1999 (група «B»).
Досягнення
- Чемпіон Іспанії (2001, 2002, 2004)
- Чемпіон СЄХЛ (1999)
- Чемпіон України (1999, 2005, 2006, 2009).
- Чемпіон Латвії (2011)